# Sven Lundehäll
Sven Arne Lundehäll, född 9 juli 1925 i Morlanda församling, Göteborgs och Bohus län, död 8 augusti 2010 i Morlanda församling, Västra Götalands län, partiledare i det lilla nationalsocialistiskt influerade partiet FUP, Frisinnade unionspartiet, bosatt på Ellös. Lundehäll var medlem i Nordiska rikspartiet från grundandet 1956 och organiserade för detta parti ett möte på Orust sistnämnda år.